# Danielle Danault
Pour les articles homonymes, voir Danault.
 (avril 2021).
La mise en forme du texte ne suit pas les recommandations de Wikipédia : il faut le « wikifier ».
Les points d'amélioration suivants sont les cas les plus fréquents :
- Les titres sont pré-formatés par le logiciel. Ils ne sont ni en capitales, ni en gras.
- Le texte ne doit pas être écrit en capitales (les noms de famille non plus), ni en gras, ni en italique, ni en « petit »…
- Le gras n'est utilisé que pour surligner le titre de l'article dans l'introduction, une seule fois.
- L'italique est rarement utilisé : mots en langue étrangère, titres d'œuvres, noms de bateaux, etc.
- Les citations ne sont pas en italique mais en corps de texte normal. Elles sont entourées par des guillemets français : « et ».
- Les listes à puces sont à éviter, des paragraphes rédigés étant largement préférés. Les tableaux sont à réserver à la présentation de données structurées (résultats, etc.).
- Les appels de note de bas de page (petits chiffres en exposant, introduits par l'outil «  Source ») sont à placer entre la fin de phrase et le point final[comme ça].
- Les liens internes (vers d'autres articles de Wikipédia) sont à choisir avec parcimonie. Créez des liens vers des articles approfondissant le sujet. Les termes génériques sans rapport avec le sujet sont à éviter, ainsi que les répétitions de liens vers un même terme.
- Les liens externes sont à placer uniquement dans une section « Liens externes », à la fin de l'article. Ces liens sont à choisir avec parcimonie suivant les règles définies. Si un lien sert de source à l'article, son insertion dans le texte est à faire par les notes de bas de page.
- La présentation des références doit suivre les conventions bibliographiques. Il est recommandé d'utiliser les modèles {{Ouvrage}}, {{Chapitre}}, {{Article}}, {{Lien web}} et/ou {{Bibliographie}}. Le mode d'édition visuel peut mettre en forme automatiquement les références.
- Insérer une infobox (cadre d'informations à droite) n'est pas obligatoire pour parachever la mise en page.

Pour une aide détaillée, merci de consulter Aide:Wikification.
Si vous pensez que ces points ont été résolus, vous pouvez retirer ce bandeau et améliorer la mise en forme d'un autre article.
Danielle Danault est une entrepreneure et une femme d’affaires du Québec. Fondatrice et ex-PDG de Cardio Plein Air, elle est reconnue pour avoir transformé le paysage québécois en matière d'entraînement et comme pionnière de ce type d'exercice en plein air.

## Biographie

### Jeunesse
Danielle Danault a grandi sur la Rive-Sud de Montréal. Elle a fait ses études au HEC au début des années 1980, et a aussi débuté un baccalauréat en danse qu’elle a dû abandonner à la suite d’une blessure. Aînée de trois enfants, elle a grandi dans un environnement familial traditionnel avec des rôles de genre bien divisés. Elle dit que cela a forgé son caractère, parce qu’elle a voulu montrer qu’elle pouvait également réussir en tant que fille. La lecture lui a apporté du réconfort et a su stimuler ses intérêts dès l’âge de 3 ans.
À 19 ans, Danielle Danault a ouvert une école de danse. Elle était poussée à devenir entrepreneure par un « insatiable besoin de liberté », selon une entrevue accordée à Les Affaires. Son entreprise a toutefois dû fermer après 6 ans d’opérations. Toujours intéressée par les arts, elle a joué dans le téléroman Les Olden dans les années 1990, mais cette deuxième carrière a aussi connu une fin abrupte lorsque le téléroman a quitté les ondes en 1994. Le sport a toujours été pour elle une question de bien-être physique et mental, et sa carrière des vingt dernières années a émergé de cette passion.
Dans les années 1990, elle a dû avoir recours à l’aide sociale pendant quelques mois et a été touchée par l’épuisement professionnel. Ces deux expériences l’ont amenée à questionner sa relation à l’argent et à entamer une transformation personnelle pour reconnaître sa propre valeur et construire sa carrière d’entrepreneure qui allait suivre.

### Carrière
En 2000, elle crée un nouveau concept d’entraînement à l’extérieur, au grand air. Lors d’un congrès destiné aux professionnels canadiens de l’activité physique, elle décide de répondre à l’appel du ministre de la Santé de l’époque qui souhaite faire bouger les citoyens et citoyennes davantage. Elle développe alors son concept d’entraînement en plein air et fonde Cardio Plein Air. L'entreprise compte désormais 50 franchisés, des centaines de professionnels en emploi et des dizaines de milliers d’abonnés qui font de l’exercice dans les parcs du Québec. 
Le concept de Cardio Plein Air est d’offrir un conditionnement physique complet effectué à l’extérieur, dans un parc, en groupe de dix à quinze personnes. L'entraînement a lieu toute l'année. Les entraînements utilisent tout le parc : les gens se déplacent sur toute la superficie pour le cardio, et les bancs, poteaux et accessoires sont utilisés pour la musculation.
Avec le temps, l’offre s’est diversifiée et Cardio Plein Air compte maintenant un choix de 12 programmes pour différentes clientèles cibles, par exemple Cardio Poussette et Plein Air Zen, qui mélange la méditation et le fitness.
Au printemps 2020, elle a été dragonne invitée à l’émission Dans l’œil du Dragon diffusée à Radio-Canada, où elle a partagé son expérience et sa philosophie avec les jeunes entrepreneurs : « Je dis aussi aux entrepreneurs de mettre le masque à oxygène sur eux en premier. Cela veut dire de surveiller ses liquidités même si ça implique des mises à pied temporaires, car c’est une question de survie. (…) Il faut se tourner vers des organismes comme le Groupement des chefs d’entreprise, le FCEI et le RFAQ. Juste de se dire entre entrepreneurs ‘comment ça va?’ peut faire du bien. Il y en a beaucoup qui vivent de la détresse psychologique. Mettre sa maison en garantie pour un prêt, c’est un coup dur... Mais cela fait partie de la réalité des entrepreneurs. Or, nous avons un rôle important dans la société et nous créons de l’emploi. »
Pendant la crise du coronavirus en 2020-2021, celle qui l’a vécue comme « un choc » a rapidement mis des vidéos d’entraînement en ligne tout en encourageant les gens à s’exercer à l’extérieur. Bien préparée pour les deuxièmes et troisièmes vagues de la pandémie, son entreprise Cardio Plein Air a réussi à aller chercher une croissance d’environ 30% en 2020.
Danielle Danault est inscrite au palmarès des 110 femmes d’affaires les plus performantes au Canada.
Elle est maintenant consultante et conférencière dans le milieu des affaires depuis la vente de l entreprise en avril 2022.

## Ouvrages
- Auteure, Cardio Plein Air, s’entraîner à ciel ouvert, Trécarré, 2012.
- Auteure, Ça suffit! La fin de la faim. Un guide pour apprendre à mieux gérer sa vie, son corps, ses calories, Logiques, 2005.
- Collaboratrice au livre de Nicolas Duvernois, Réussir son télétravail, Éditions Transcontinental, 2020.

## Conférences
Conférencière d’expérience, ses deux plus récentes conférences sont :
- Cardio Boulot Dodo – Être actif en télétravail (adaptée au contexte actuel)
- Le succès, une ligne droite? (sur son propre parcours)

## Engagement
- Porte-parole de la Grande Guignolée des médias de la Rive-Sud pendant 10 ans[9]
- Mentorat auprès de jeunes gens d’affaires de divers domaines[6]

## Distinctions
- Palmarès des entreprises au Féminin du magazine Premières en affaires dans la catégorie Étoiles montantes (1 à 5 M$)[10]
- Prix Étinc’ELLE, Chambre de commerce et d’industrie de la Rive-Sud, 2019[11]
- Maillon d’or, catégorie « Franchiseur Innovation », Conseil québécois de la franchise, 2019[12]
- Entrepreneure de l’année, catégorie « Moyenne entreprise », Réseau des Femmes d’affaires du Québec, 2018
- Femme de mérite, catégorie « Santé et mieux-être », Y des femmes de Montréal, 2015
- Finaliste, Grand Prix de l'entrepreneur Ernst &Young dans la catégorie «Entrepreneur social», 2009[2]